# Nic Chagall
Claus Terhoeven, más conocido como Nic Chagall, es un DJ y productor de música trance. Es mejor identificado por ser uno de los integrantes del dúo Cosmic Gate.

## Discografía

### Sencillos / EP
- 2005 Sansibar
- 2005 I Don't Know
- 2006 Monday Bar
- 2007 Borderline
- 2007 Back To San Fran
- 2007 What You Need
- 2008 Sun Red
- 2008 Sky Blue
- 2009 This Moment
- 2010 Morning Light
- 2010 100

### Remixes
- 2007 Wippenberg - Promiseland (Nic Chagall Remix)
- 2007 Filo & Peri feat. Eric Lumiere - The Anthem (Nic Chagall Remix)
- 2007 Armin van Buuren - Sound Of Goodbye (Nic Chagall Drumbeat Edit)
- 2007 Marcel Woods - New Feeling (Nic Chagall Remix)
- 2008 Markus Schulz - Cause You Know (Nic Chagall Remix)
- 2009 Dash Berlin - Man On The Run (Nic Chagall Remix)
- 2009 Marco V - Coming Back (Nic Chagall Remix)
- 2010 Tiësto - Here On Earth (Nic Chagall Remix)
- 2010 Susana feat. Josh Gabriel - Frozen (Nic Chagall Remix)
- 2010 Aruna Mark Eteson - Let Go (Nic Chagall Remix)